# Köpberoende

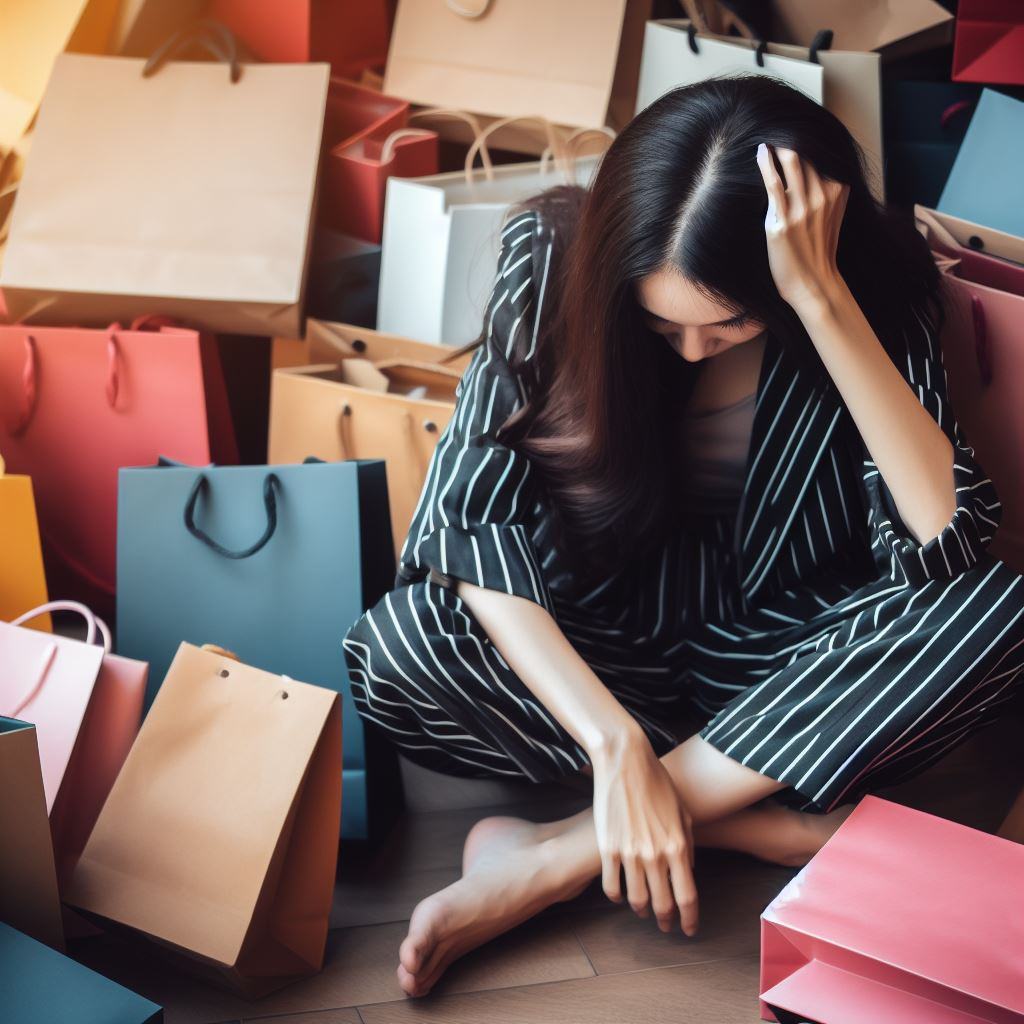
Kvinna sittande bland shoppingkassar

Köpberoende, oniomani, engelska shopaholism, är en typ av psykiskt beroende som i hög grad liknar alkohol- och spelberoende. Det tvångsmässiga shoppandet triggar i gång hjärnans belöningssystem.
Köpberoende kan anses föreligga vid onormal upptagenhet med att köpa med en onormal lust eller onormalt beteende mot shopping. Exempel kan vara frekventa köp eller påträngande eller oemotståndlig lust att shoppa, eller frekvent shoppande för en sanslös kostnad eller under längre tid än planerat.